# Jeannie Longo
Jeannie Longo-Ciprelli (Annecy, 31 ottobre 1958) è un'ex ciclista su strada, pistard e mountain biker francese, campionessa olimpica in linea nel 1996, nove volte campionessa del mondo su strada tra corsa in linea e cronometro e quattro volte su pista nell'inseguimento individuale.

## Carriera
Ciclista completa, competitiva su strada, su pista e nel mountain biking, iniziò l'attività sportiva come sciatrice cogliendo diverse affermazioni a livello nazionale, per poi dedicarsi al ciclismo vincendo già a 21 anni il primo di quindici titoli nazionali su strada, undici dei quali consecutivi (dal 1979 al 1989); altri nove titoli nazionali li ha conquistati nella prova a cronometro, oltre a diverse affermazioni su pista e in mountain bike: in totale i titoli nazionali conquistati in carriera sono ben cinquantotto, l'ultimo dei quali ai campionati a cronometro del 2011.
Nella sua lunga carriera ha collezionato tredici titoli mondiali, tra strada e pista, trentotto record del mondo, tre Tour de France femminili (1987, 1988 e 1989).
Ai Giochi olimpici ha vinto una medaglia d'oro nel 1996 ad Atlanta, due medaglie d'argento (nel 1992 a Barcellona e nel 1996 ad Atlanta) e una medaglia di bronzo nel 2000 ai Giochi di Sydney. Nel 2004 ha partecipato ai Giochi olimpici di Atene, senza però ottenere un piazzamento sul podio.
Nel 2007 ha partecipato ai mondiali di Stoccarda, conquistando il settimo posto nella gara a cronometro. Nel 2008 ha partecipato ai Giochi olimpici di Pechino, conquistando il quarto posto nella prova a cronometro, mentre nel 2010 ha preso il via ai Campionati del mondo di ciclismo su strada, conquistando il quinto posto nella prova a cronometro. Da ricordare la storica rivalità con Maria Canins.

## Controversie
Memorabile un confronto durante la trasmissione "Chacun son tour" il 20 luglio 1987, in cui affronta il collega Marc Madiot, che sosteneva che le donne non avrebbero dovuto darsi al ciclismo e "Una donna su una bici è brutta".

## Palmarès

### Strada
- 1979

Campionati francesi, Prova in linea
- 1980

Campionati francesi, Prova in linea
- 1981

Campionati francesi, Prova in linea
Classifica generale Coors Classic
- 1982

Classifica generale Trois Jours de Le Havre
Campionati francesi, Prova in linea
- 1983

Campionati francesi, Prova in linea
Grand Prix Dompaire
- 1984

6ª e 7ª tappa Tour of Texas
Classifica generale Tour of Texas
Campionati francesi, Prova in linea
- 1985

Prologo, 1ª e 4ª tappa Tour of Texas
Classifica generale Tour of Texas
1ª, 2ª e 6ª tappa Giro di Norvegia
4ª tappa Ronde d'Aquitaine
Classifica generale Ronde d'Aquitaine
Campionati francesi, Prova in linea
1ª, 6ª, 7ª, 12ª e 16ª tappa Tour de France
1ª, 2ª, 4ª, 6ª e 9ª tappa Coors Classic
Classifica generale Coors Classic
Campionati del mondo, Prova in linea
- 1986

1ª e 3ª tappa Tour of Texas
1ª e 3ª tappa Six Jours de Saint-Ambroix
2ª, 3ª e 4ª tappa Tour de la Drôme
Classifica generale Tour de la Drôme
1ª, 7ª e 8ª tappa Giro di Norvegia
Campionati francesi, Prova in linea
8ª, 10ª, 12ª e 15ª tappa Tour de France
1ª, 4ª e 9ª tappa Coors Classic
Classifica generale Coors Classic
Campionati del mondo, Prova in linea
- 1987

1ª, 2ª, 3ª, 4ª, 5ª, 6ª, 7ª e 8ª tappa Vuelta a Colombia
Classifica generale Vuelta a Colombia
2ª e 4ª tappa Six Jours de Bagnols-sur-Ceze
1ª e 5ª tappa Tour de l'Aude
1ª, 2ª, 3ª, 4ª e 7ª tappa Tour de la Drôme
Classifica generale Tour de la Drôme
2ª, 5ª, 6ª e 9ª tappa Giro di Norvegia
Classifica generale Giro di Norvegia
Campionati francesi, Prova in linea
Prologo, 5ª, 12ª e 13ª tappa Tour de France
Classifica generale Tour de France
1ª, 5ª, 7ª e 10ª tappa Coors Classic
Classifica generale Coors Classic
Campionati del mondo, Prova in linea
Chrono des Herbiers
- 1988

Prologo, 1ª, 2ª, 4ª, 5ª e 6ª tappa Vuelta a Colombia
Classifica generale Vuelta a Colombia
Prologo, 2ª, 3ª e 4ª tappa Tour de Vendée
Classifica generale Tour de Vendée
1ª, 2ª e 3ª tappa Étoile Vosgienne
Classifica generale Étoile Vosgienne
Prologo, 1ª, 4ª e 5ª tappa Six Jours de Bagnols-sur-Ceze
Classifica generale Six Jours de Bagnols-sur-Ceze
Prologo, 3ª, 4ª e 8ª tappa Tour de l'Aude
Classifica generale Tour de l'Aude
1ª, 2ª, 4ª e 5ª tappa Tour de la Drôme
Classifica generale Tour de la Drôme
Campionati francesi, Prova in linea
Grand Prix International d'Avignon
3ª, 4ª, 5ª, 7ª e 9ª tappa Tour de France
Classifica generale Tour de France
- 1989

Prologo, 1ª, 2ª, 3ª e 4ª tappa Tour de Vendée
Classifica generale Tour de Vendée
2ª tappa Étoile Vosgienne
Classifica generale Étoile Vosgienne
Prologo, 1ª, 3ª, 4ª e 5ª tappa Tour de la Drôme
Classifica generale Tour de la Drôme
Campionati francesi, Prova in linea
5ª, 6ª, 7ª, 8ª e 9ª tappa Tour de France
Classifica generale Tour de France
Campionati del mondo, Prova in linea
- 1991

Prologo e 7ª tappa Women's Challenge
Classifica generale Women's Challenge
- 1992

1ª, 2ª e 3ª tappa Ronde de l'Isère
Classifica generale Ronde de l'Isère
3ª tappa Étoile Vosgienne
1ª, 2ª e 3ª tappa Tour du Territoire de Belfort
Classifica generale Tour du Territoire de Belfort
Campionati francesi, Prova in linea
Prologo e 5ª tappa Tour Cycliste
Chrono Champenois
1ª, 2ª e 3ª tappa Tour du Canton de Perreux
Classifica generale Tour du Canton de Perreux
Chrono des Herbiers
- 1993

1ª e 5ª tappa Tour de Vendée
Classifica generale Tour de Vendée
Ronde de l'Isère
2ª e 3ª tappa Étoile Vosgienne
Classifica generale Étoile Vosgienne
Prologo e 9ª tappa Tour de l'Aude
2ª tappa Tour du Finistère
Classifica generale Tour du Finistère
Prologo Tour Cycliste
Campionati francesi, Cronometro a squadre
1ª, 2ª e 3ª tappa Tour du Canton de Perreux
Classifica generale Tour du Canton de Perreux
- 1994

1ª e 3ª tappa Tour de Vendée
5ª tappa Giro di Portogallo
Campionati francesi, Cronometro a squadre
5ª tappa GP Kanton Zürich
- 1995

Gran Premio di Apertura - Lugano
5ª tappa Tour de Vendée
1ª e 2ª tappa GP de la Mutualité de la Haute-Garonne
1ª e 6ª tappa Tour de la Drôme
Classifica generale Tour de la Drôme
2ª, 3ª e 4ª tappa Iurreta-Emakumeen Bira
Classifica generale Iurreta-Emakumeen Bira
Campionati francesi, Prova in linea
1ª e 5ª tappa Tour du Finistère
Classifica generale Tour du Finistère
Prologo GP Kanton Zürich
Prologo e 8ª tappa Tour Cycliste
Campionati francesi, Cronometro
Campionati francesi, Cronometro a squadre
Chrono Champenois
Campionati del mondo, Cronometro
Campionati del mondo, Prova in linea
Chrono des Herbiers
- 1996

3ª tappa Étoile Vosgienne
Tappa in linea e a cronometro Tour du Pays de Conques
Classifica generale Tour du Pays de Conques
2ª tappa GP de la Mutualité de la Haute-Garonne
Giochi olimpici, Prova in linea
1ª, 4ª e 13ª tappa Tour Cycliste
Chrono Champenois
Grand Prix des Nations
Campionati del mondo, Cronometro
- 1997

1ª tappa Vuelta a Mallorca
Tappa in linea e a cronometro Tour du Pays de Conques
Classifica generale Tour du Pays de Conques
2ª e 4ª tappa Trophée d'Or
Classifica generale Trophée d'Or
Grand Prix des Nations
Campionati del mondo, Cronometro
- 1998

1ª tappa Ronde d'Aquitaine
1ª tappa Tour de Snowy
3ª tappa Trois Jours de Vendée
1ª e 2ª tappa Tour of the Gila
Classifica generale Tour of the Gila
Campionati francesi, Prova in linea
4ª tappa Trophée d'Or
- 1999

2ª e 3ª tappa Ronde du Perigord
Classifica generale Ronde du Perigord
1ª tappa Route des Vins
Classifica generale Route des Vins
2ª, 4ª, 6ª e 11ª tappa Women's Challenge
Classifica generale Women's Challenge
Campionati francesi, Cronometro
Campionati francesi, Prova in linea
Chrono Champenois
- 2000

Prix de la Ville de Pujols
1ª e 4ª tappa Tour of the Gila
1ª, 2ª, 3ª e 4ª tappa Vuelta de Bisbee
Classifica generale Vuelta de Bisbee
Mount Washington Hillclimb
1ª, 2ª e 3ª tappa Sear May Classic
Classifica generale Sear May Classic
2ª, 4ª e 5ª tappa Women's Challenge
Campionati francesi, Cronometro
Campionati francesi, Prova in linea
4ª tappa Tour de Bretagne
Boucles Nontronnaises
1ª e 3ª tappa Killington Stage Race
Classifica generale Killington Stage Race
Chrono des Herbiers
- 2001

Trophée des Grimpeurs
1ª tappa Women's Challenge
Campionati francesi, Cronometro
Campionati francesi, Prova in linea
Campionati del mondo, Cronometro
- 2002

2ª e 4ª tappa Vuelta de Bisbee
Classifica generale Vuelta de Bisbee
1ª tappa Tour de la Drôme
Campionati francesi, Cronometro
1ª tappa Ronde du Houblon
Classifica generale Ronde du Houblon
Semaine Cantalienne
- 2003

Grand Prix de Lyon
Campionati francesi, Cronometro
1ª tappa Tour du Genevois
Classifica generale Tour du Genevois
Classifica finale Coppa di Francia
- 2004

Berry Classic Indre
Trophée des Grimpeurs
Grand Prix de Lyon
1ª e 2ª tappa North End Classic
Classifica generale North End Classic
Campionati francesi, In linea
1ª tappa Tour de Témécula
- 2006

Campionati francesi, Cronometro
Campionati francesi, Prova in linea
- 2007

Trophée des Grimpeurs
Grand Prix Femin'Ain d'Izernore
Summit Center Classic
- 2008

Berry Classic Indre
Trophée des Grimpeurs
Campionati francesi, Cronometro
Campionati francesi, Prova in linea
- 2009

1ª tappa Ronde de Bourgogne
Classifica generale Ronde de Bourgogne
Trophée des Grimpeurs
Campionati francesi, Cronometro
Chrono des Nations - Les Herbiers Vendée
- 2010

Campionati francesi, Cronometro
Chrono des Nations - Les Herbiers Vendée
- 2011

Campionati francesi, Cronometro

### Pista
- 1980

Campionati francesi, Inseguimento
- 1981

Campionati francesi, Inseguimento
- 1982

Campionati francesi, Inseguimento
- 1983

Campionati francesi, Inseguimento
- 1984

Campionati francesi, Inseguimento
Sei giorni di Grenoble (con Isabelle Gautheron)
Critérium des As
- 1985

Campionati francesi, Inseguimento
- 1986

Campionati del mondo, Inseguimento
Campionati francesi, Inseguimento
Campionati francesi, Corsa a punti
Sei giorni di Grenoble (con Isabelle Gautheron)
Critérium des As
- 1987

Campionati francesi, Inseguimento
Campionati francesi, Corsa a punti
Sei giorni di Grenoble (con Heidi Iratcabal)
Critérium des As
- 1988

Campionati del mondo, Inseguimento
Campionati francesi, Inseguimento
Campionati francesi, Corsa a punti
Sei giorni di Grenoble (con Cécile Odin)
Sei giorni di Bagnols-sur-Cèze
- 1989

Campionati del mondo, Inseguimento
Campionati del mondo, Corsa a punti
Campionati francesi, Inseguimento
Campionati francesi, Corsa a punti
Critérium des As
- 1992

Campionati francesi, Inseguimento
Campionati francesi, Corsa a punti
- 1994

Campionati francesi, Inseguimento
- 1998

Campionati francesi, Inseguimento
- 1999

Campionati francesi, Inseguimento
- 2002

Campionati francesi, Corsa a punti
- 2005

Campionati francesi, Inseguimento
- 2006

Campionati francesi, Corsa a punti
- 2008

Campionati francesi, Inseguimento

### MTB
- 1994

Campionati francesi, Cross country
- 1995

Coppa di Francia

## Piazzamenti

### Grandi Giri
- Tour de France/Tour Cycliste/Grande Boucle

1985: 2ª
1986: 2ª
1987: vincitrice
1988: vincitrice
1989: vincitrice
1992: 2ª
1993: ritirata (1ª tappa)
1995: 2ª
1996: 3ª
2001: 9ª

### Competizioni mondiali
- Campionati del mondo su strada

Valkenburg 1979 - In linea: 8ª
Sallanches 1980 - In linea: 10ª
Praga 1981 - In linea: 2ª
Goodwood 1982 - In linea: ritirata
Altenrhein 1983 - In linea: 5ª
Giavera del Montello 1985 - In linea: vincitrice
Colorado Springs 1986 - In linea: vincitrice
Villach 1987 - In linea: vincitrice
Chambéry 1989 - In linea: vincitrice
Benidorm 1992 - Cronosquadre: 2ª
Oslo 1993 - In linea: 2ª
Agrigento 1994 - In linea: 9ª
Agrigento 1994 - Cronometro: 3ª
Duitama 1995 - In linea: vincitrice
Duitama 1995 - Cronometro: vincitrice
Lugano 1996 - In linea: 7ª
Lugano 1996 - Cronometro: vincitrice
San Sebastián 1997 - In linea: 49ª
San Sebastián 1997 - Cronometro: vincitrice
Valkenburg 1998 - In linea: 9ª
Valkenburg 1998 - Cronometro: 5ª
Verona 1999 - In linea: 9ª
Verona 1999 - Cronometro: 9ª
Plouay 2000 - In linea: ritirata
Plouay 2000 - Cronometro: 2ª
Lisbona 2001 - In linea: 3ª
Lisbona 2001 - Cronometro: vincitrice
Zolder 2002 - In linea: ritirata
Zolder 2002 - Cronometro: 7ª
Hamilton 2003 - In linea: 6ª
Hamilton 2003 - Cronometro: 6ª
Verona 2004 - In linea: 21ª
Verona 2004 - Cronometro: 14ª
Salisburgo 2006 - In linea: ritirata
Salisburgo 2006 - Cronometro: 19ª
Stoccarda 2007 - In linea: 23ª
Stoccarda 2007 - Cronometro: 7ª
Varese 2008 - In linea: 17ª
Varese 2008 - Cronometro: 13ª
Mendrisio 2009 - In linea: 50ª
Mendrisio 2009 - Cronometro: 10ª
Melbourne 2010 - In linea: 12ª
Melbourne 2010 - Cronometro: 5ª
- Campionati del mondo su pista

Besançon 1980 - Inseguimento: 4ª
Brno 1981 - Inseguimento: 3ª
Leicester 1982 - Inseguimento: 3ª
Zurigo 1983 - Inseguimento: 3ª
Barcellona 1984 - Inseguimento: 2ª
Bassano del Grappa 1985 - Inseguimento: 2ª
Colorado Springs 1986 - Inseguimento: vincitrice
Vienna 1987 - Inseguimento: 2ª
Gand 1988 - Inseguimento: vincitrice
Lione 1989 - Inseguimento: vincitrice
Lione 1989 - Corsa a punti: vincitrice
Valencia 1992 - Corsa a punti: 5ª
Hamar 1993 - Inseguimento: 4ª
- Campionati del mondo di mountain bike

Métabief 1993 - Cross country: 2ª
Vail 1994 - Cross country: 4ª
- Giochi olimpici

Los Angeles 1984 - In linea: 6ª
Seoul 1988 - In linea: 21ª
Barcellona 1992 - In linea: 2ª
Barcellona 1992 - Inseguimento: 6ª
Atlanta 1996 - In linea: vincitrice
Atlanta 1996 - Cronometro: 2ª
Sidney 2000 - In linea: 26ª
Sidney 2000 - Cronometro: 3ª
Atene 2004 - In linea: 10ª
Atene 2004 - Cronometro: 14ª
Pechino 2008 - In linea: 24ª
Pechino 2008 - Cronometro: 4ª

## Riconoscimenti
- Palma d'Oro Merlin Plage-Trofeo femminile nel 1981, 1982 e 1983
- Medaglia d'oro dell'Accademia dello Sport nel 1985
- Premio Henry Deutsch de la Meurthe dell'Accademia dello Sport nel 1986
- Campione dei Campioni francesi della rivista L'Équipe nel 1987
- Campione dei Campioni francesi della rete televisiva Antenne 2 nel 1987
- Sportiva europea dell'anno nel 1989
- Premio speciale del Velo Club Mendrisio nel 1997
- Manubrio d'Oro nel 2000
- Medaglia d'oro della gioventù e dello sport
- Cittadinanza onoraria di Texas
- Medaglia al Merito Sportivo della Costa d'Avorio